# پترسون (واشینگتن)
پترسون، واشینگتن (به انگلیسی: Paterson) یک سکونت گاه ثبت نشده در ایالات متحده آمریکا است که در شهرستان بنتون، واشینگتن واقع شده‌است.